# 沙里尔·阿都沙末
沙里尔·阿都沙末（1949年11月22日—），马来西亚政治人物，为巫统党员。自2004年马来西亚大选以来代表国民阵线当选为柔佛新山的国会议员，一直到2018年大选。

## 争议

### 收取纳吉100万令吉指控

#### 被控
2020年1月21日，沙里尔被控，控状指他于2014年4月25日在吉隆坡端姑阿都哈林路税收局，未在2013年征税年的所得税申报表中呈报实际收入，也就是接收一张来自时任首相纳吉·阿都拉萨，志期2013年11月27日的100万令吉大马伊斯兰银行支票，违反1967年所得税法令第113（1）（a）条文，这笔款项疑似源自不法活动。该支票是在2013年11月28日存入被告的大众伊斯兰银行户头。
沙里尔因而抵触2001年反洗黑钱、反恐怖主义融资及非法活动收益法令第4（1）条文。一旦罪成，最高刑罚为罚款500万令吉或坐牢5年，或两者兼施。
他和同样被控收取纳吉200万令吉的巫统笨珍国会议员阿末马斯兰均不认罪，并要求法庭审讯。

#### 开庭审理
2022年7月26日，沙里尔收取纳吉巨款却未申报而被控洗钱的案件开审，控方强调有人证和文件，证明沙里尔犯法。

#### 获得无罪
2023年1月5日，随着控方停止继续提控，高庭接纳辩方申请，宣判沙里尔无罪释放。他也是安华·依布拉欣成为首相以来，第二位获得无罪的人（第一位是阿都阿兹·阿都拉欣）。